# Better in Time
«Better in Time» (Español en el contexto de la canción: «Mejorará con el tiempo») es una canción grabada por la cantante británica Leona Lewis para su álbum de estudio debut, Spirit (2007). Fue escrita por Jonathan "J. R." Rotem y Andrea Martin, y producida por Rotem. La letra de la canción cuenta la historia de una mujer que no puede olvidar a su expareja, y que sabe que todo «mejorará con el tiempo». «Better in Time» fue lanzada como el segundo sencillo de Spirit el 10 de marzo de 2008, como doble lado A con «Footprints in the Sand», por Syco Music y J Records.
Aclamada por la crítica, «Better in Time» fue nominada al Premio BRIT a Sencillo Británico. Alcanzó el puesto número dos de la UK Singles Chart, alcanzando las diez primeras posiciones de las lista de éxitos en Australia, Canadá, Alemania, Irlanda, Italia y Nueva Zelanda. En los Estados Unidos, «Better in Time» alcanzó el puesto número once de la Billboard Hot 100. Lewis promocionó la canción en varios programas de televisión, como Good Morning America, Live with Regis and Kelly, y en los American Music Awards de 2008. El videoclip que acompaña a «Better in Time» fue dirigido por Sophie Muller, y muestra a Lewis actuando frente a varios montajes fotográficos y eventos detrás de escena.

## Lanzamiento
El 29 de enero de 2008, Lewis anunció en su sitio web que «Better in Time», junto con «Footprints in the Sand», se lanzaría como sencillo de doble lado A el 10 de marzo de 2008, como su tercer sencillo en el Reino Unido. También fue su segundo sencillo internacional. Se creó una nueva versión de la canción para el lanzamiento del sencillo. El doble lado A se lanzó con otra canción, «You Bring Me Down», como lado B.

## Promoción

### Videoclip
El video musical fue filmado en Hampton Court House School de Londres por la directora británica Sophie Muller en febrero de 2008, y lanzado a la red a fines del mismo mes. El video toma referencias a los diseños de moda, con Lewis siendo fotografiada, y mostrando que ocurre en el detrás de cámaras.

### Presentaciones
La primera actuación de la canción en vivo fue en el programa de televisión Dancing on Ice el 9 de marzo de 2008. También se presentó en BBC One's Sport Relief el 14 de marzo de 2008, Good Morning America el 4 de abril de 2008, y en Jimmy Kimmel Live! en donde interpretó además «Bleeding Love».El 3 de septiembre de 2008 interpreta la canción en vivo con Regis and Kelly, y el 1 de octubre de 2008 en la temporada final de America's Got Talent. La canción fue utilizada en el episodio Lucky Strike de la serie 90210, televisada el 9 de septiembre de 2008. El 24 de noviembre de 2008, Lewis presentó la canción en la entrega de premios American Music Awards de 2008. En mayo de 2010, la canción fue añadida al setlist de la gira The Labyrinth Tour, presentándola como la cuarta canción. En 2011, Lewis presentó una versión reggae de la canción en la BBC Radio 1, con un mashed up del sencillo «Man Down» de Rihanna. Además fue considerada como una de las treinta y ocho canciones incluidas en el álbum de beneficencia de Japón, un compilado lanzado el 25 de marzo de 2011, luego del Terremoto y Tsunami en Tōhoku. Finalmente el sencillo fue utilizado en la serie americana Pretty Little Liars, en la segunda temporada final llamada "unmAsked". Durante abril y mayo de 2013, Lewis presentó la canción en directo desde la gira The Glassheart Tour, que además mezcla sonidos con la canción de Rihanna, «Man Down».

## Formatos
- Digitales

| Descarga digital |                  |          |  |
| N.º              | Título           | Duración |  |
| 1.               | «Better in Time» | 3:53     |  |

- Materiales

| Sencillo en CD |                                       |          |  |
| N.º            | Título                                | Duración |  |
| 1.             | «Better in Time» (Single Mix)         | 3:53     |  |
| 2.             | «Footprints in the Sand» (Single Mix) | 3:58     |  |

| Maxi single |                                                |          |  |
| N.º         | Título                                         | Duración |  |
| 1.          | «Better in Time» (Single Mix)                  | 3:55     |  |
| 2.          | «Footprints in the Sand» (Single Mix)          | 3:58     |  |
| 3.          | «Bleeding Love» (Moto Blanco Remix Radio Edit) | 3:40     |  |

| German Premium single |                                                |          |  |
| N.º                   | Título                                         | Duración |  |
| 1.                    | «Better in Time» (Single Mix)                  | 3:55     |  |
| 2.                    | «Footprints in the Sand» (Single Mix)          | 3:58     |  |
| 3.                    | «Bleeding Love» (Moto Blanco Remix Radio Edit) | 3:40     |  |
| 4.                    | «Better in Time» (Music Video)                 | 3:58     |  |

| Maxi single/Sport Relief CD single |                          |          |  |
| N.º                                | Título                   | Duración |  |
| 1.                                 | «Better in Time»         | 3:35     |  |
| 2.                                 | «Footprints in the Sand» | 4:09     |  |
| 3.                                 | «You Bring Me Down»      | 3:54     |  |

## Posicionamiento en las listas
«Better in Time» y «Footprints in the Sand» debutaron en el número ocho de la lista European Hot 100 Singles en la semana que términa el 29 de marzo de 2008, siendo el mejor ingreso de la semana. Más tarde, «Better in Time» fue un éxito en la lista, el sencillo avanzó hasta el puesto siete del chart que términa la semana del 2 de agosto de 2008. En Suiza, el sencillo ingresó en el número treinta, convirtiéndose en el mejor estreno de la semana en la lista. El 27 de julio de 2008, en la novena semana, alcanzó un peak de posición en el número cinco, otorgándole a Lewis su segundo top5 en el país. Se mantuvo por siete semanas al interior del Top10 hasta la semana que términa el 22 de marzo de 2009. En la semana del 26 de abril de 2008, «Better in Time» debutó en el número sesenta y dos de la Billboard Hot 100, en la misma semana que, «Bleending Love», alcanzaba su máxima posición en el chart. La semana siguiente el sencillo quedó fuera de la lista pero re ingresó la semana entrante en el número setenta y cinco, siendo el mejor regreso de la semana. Finalmente el sencillo alcanzó el número once en su semana catorce. En otras listas de los Estados Unidos, «Better in Time» alcanzó el número cuatro de la Adult Top 40, noventa y nueve de la Hot R&B/Hip-Hop Songs, tres en la Mainstream Top 40, y número cuatro en la Adult Contemporary, que además estuvo por cincuenta y dos semanas al interior de ella.
El sencillo se posicionó como uno de los 100 sencillos más vendidos del 2008 en Australia, en la posición 17. También veinte y dos en Alemania y Suiza, treinta y seis en Nueva Zelanda, treinta y siete en Reino Unido, sesenta y cuatro en Países Bajos, y setenta y dos en Flanders, Bélgica.

### Rankings

#### Semanales
| América           |                                                |    |        |
| Canadá            | Canadian Hot 100                               | 9  | [ 30 ] |
| Estados Unidos    | Billboard Hot 100                              | 11 | [ 31 ] |
| Estados Unidos    | Adult Contemporary                             | 4  | [ 32 ] |
| Estados Unidos    | Adult Pop Songs                                | 6  | [ 32 ] |
| Estados Unidos    | Hot R&B/Hip-Hop Songs                          | 3  | [ 32 ] |
| Europa            |                                                |    |        |
| Alemania          | Top 100 canciones                              | 79 | [ 33 ] |
| Alemania          | Top 100 canciones con «Footprints in the Sand» | 2  | [ 34 ] |
| Austria           | Top 75 canciones                               | 3  | [ 35 ] |
| Bélgica (Flandes) | Top 50 canciones                               | 12 | [ 36 ] |
| Bélgica (Valonia) | Top 50 canciones                               | 12 | [ 37 ] |
| Dinamarca         | Top 40 canciones                               | 3  | [ 38 ] |
| Eslovaquia        | Top 100 canciones                              | 5  | [ 39 ] |
| España            | Top 50 canciones                               | 14 | [ 40 ] |
| Finlandia         | Top 20 canciones                               | 13 | [ 41 ] |
| Irlanda           | Top 50 canciones                               | 4  | [ 42 ] |
| Italia            | Top 100 canciones                              | 4  | [ 43 ] |
| Noruega           | Top 20 canciones                               | 19 | [ 44 ] |
| Países Bajos      | Top 40 canciones                               | 21 | [ 45 ] |
| Reino Unido       | Top 75 canciones                               | 2  | [ 46 ] |
| República Checa   | Top 100 canciones                              | 3  | [ 47 ] |
| Suecia            | Top 60 canciones                               | 5  | [ 48 ] |
| Suiza             | Top 75 canciones                               | 5  | [ 49 ] |
| Europa            | European Hot 100                               | 7  | [ 32 ] |
| Asia              |                                                |    |        |
| Japón             | Japan Hot 100                                  | 16 | [ 50 ] |
| Oceanía           |                                                |    |        |
| Australia         | Top 50 canciones                               | 6  | [ 51 ] |
| Nueva Zelanda     | Top 40 canciones                               | 6  | [ 52 ] |

#### Anuales
| Europa            |                   |    |        |
| Alemania          | Top 100 canciones | 22 | [ 53 ] |
| Austria           | Top 75 canciones  | 17 | [ 54 ] |
| Bélgica (Flandes) | Top 50 canciones  | 72 | [ 55 ] |
| Bélgica (Valonia) | Top 50 canciones  | 93 | [ 55 ] |
| Países Bajos      | Top 40 canciones  | 64 | [ 56 ] |
| Reino Unido       | Top 75 canciones  | 37 | [ 57 ] |
| Suecia            | Top 60 canciones  | 45 | [ 58 ] |
| Suiza             | Top 75 canciones  | 22 | [ 59 ] |
| Oceanía           |                   |    |        |
| Australia         | Top 50 canciones  | 55 | [ 60 ] |
| Nueva Zelanda     | Top 40 canciones  | 36 | [ 61 ] |

## Certificaciones y ventas
| Europa      |              |      |                |         |        |
| Alemania    | BVMI         | 2008 | Disco de oro   | 150 000 | [ 62 ] |
| Dinamarca   | IFPI Denmark | 2008 | Disco de oro   | 15 000  | [ 63 ] |
| Reino Unido | BPI          | 2008 | Disco de plata | 200 000 | [ 64 ] |
| Oceanía     |              |      |                |         |        |
| Australia   | ARIA         | 2008 | Disco de oro   | 35 000  | [ 65 ] |

## Historial de lanzamientos
| País           | Fecha               | Sello                | Formato                          | Ref.          |
| -------------- | ------------------- | -------------------- | -------------------------------- | ------------- |
| Reino Unido    | 9 de marzo de 2008  | Syco Music           | Descarga digital                 | [ 66 ]        |
| Reino Unido    | 10 de marzo de 2008 | Syco Music           | Sencillo en CD                   | [ 66 ]        |
| Canadá         | 11 de marzo de 2008 | Sony BMG, Syco Music | Sencillo en CD, Descarga digital | [ 67 ] [ 68 ] |
| Estados Unidos | 11 de marzo de 2008 | Sony BMG, Syco Music | Sencillo en CD, Descarga digital |               |
| Australia      | 19 de abril de 2008 | Sony BMG, Syco Music | Sencillo en CD, Descarga digital | [ 69 ]        |
| Países Bajos   | 16 de mayo de 2008  | Sony BMG, Syco Music | Maxisencillo                     |               |
| Países Bajos   | 23 de mayo de 2008  | Sony BMG, Syco Music | Sencillo en CD, Descarga digital |               |
| Alemania       | 30 de mayo de 2008  | Ariola               | Sencillo en CD, maxisencillo     | [ 21 ]        |
| Europa         | 3 de junio de 2008  | Sony BMG Europe      | Sencillo en CD, Descarga digital | [ 70 ]        |
| Japón          | 6 de junio de 2008  | Sony BMG Europe      | Sencillo en CD, maxisencillo     | [ 71 ]        |
| Australia      | 5 de julio de 2008  | Sony BMG, Syco Music | Maxisencillo                     | [ 72 ]        |
| Estados Unidos | 15 de julio de 2008 | J, RCA               | Airplay                          | [ 73 ]        |